# جایزان کهنه
جایزان کهنه، روستایی از توابع بخش جایزان شهرستان امیدیه در استان خوزستان ایران است.

## جمعیت
این روستا در ۲۴کیلومتری شهرستان امیدیه در دهستان جایزان قرار دارد و براساس سرشماری مرکز آمار ایران در سال ۱۳۹۵، جمعیت آن ۴۵۰ نفر (۱۱۳ خانوار) بوده‌است.